# 프리드리히 훈트
프리드리히 헤르만 훈트(독일어: Friedrich Hermann Hund, 1896 – 1997)는 독일의 물리학자다. 원자물리학에 기여하였다.